# Амфібійна бригада швидкого розгортання

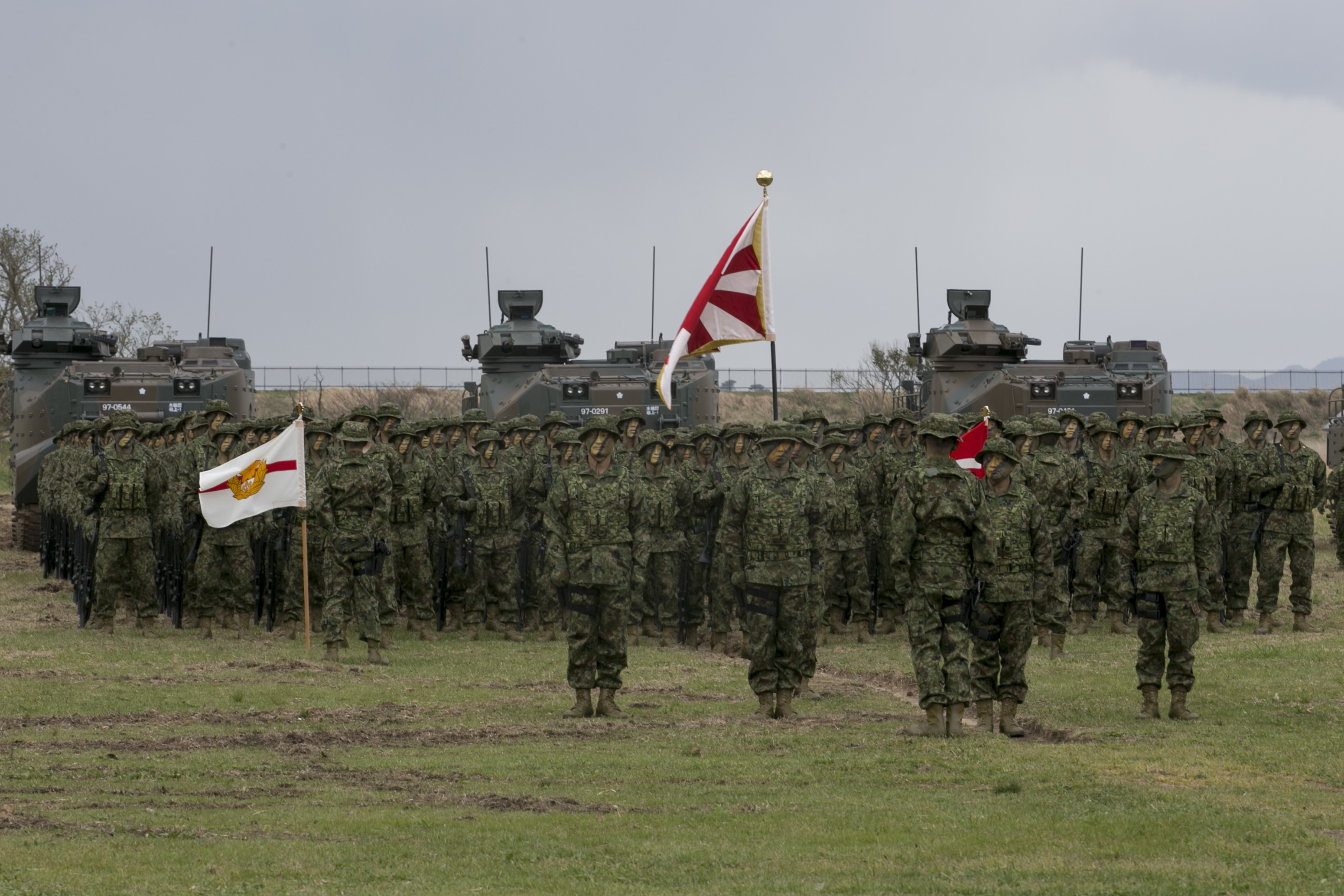
Амфібійна бригада швидкого розгортання

Амфібійна бригада швидкого розгортання (яп. 水陸機動団, suirikukidoudan) — елітний підрозділ морської піхоти Сил самооборони. До його складу увійшов колишній Піхотний полк Західної армії, який був призначений для виконання амфібійних операцій Сухопутних сил самооборони.

## Історія

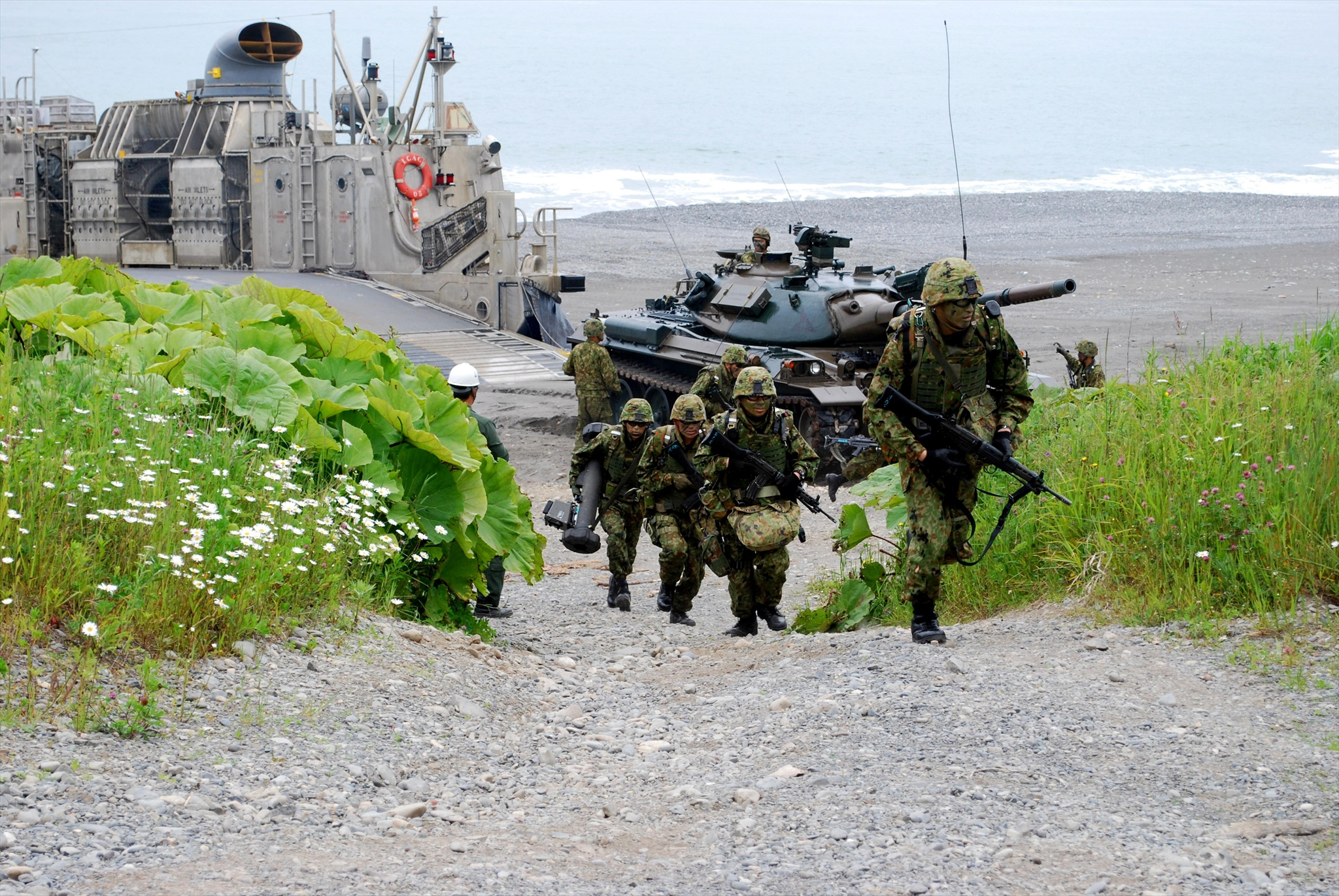
Солдати 6-та дивізія (Японія) проводять десантні навчання з LCAC в 2012.

У світлі подій довкола суперечки щодо островів Сенкаку, Японія розпочала формування підрозділу. Бригада буде призначена для ведення амфібійних операцій та відновлення контролю над будь-яким Японським островом, у разі його захоплення супротивником.
У 2006 році Японія розробила план реагування на цю загрозу, як зазначено в оборонних програмах і бюджеті Японії. Таким чином, Японія підготувала десантні сили з необхідним ноу-хау, придбала десантні та інші транспортні засоби для такої війни. До цього було проведено навчання з Корпусом морської піхоти США такі як «Залізний кулак» та інтегровані навчання «Світанковий бліц», у яких брали участь JSDF.
На навчаннях «Рід Тихоокеанського регіону». в 2014 році, Сухопутні сили самооборони Япронії вперше брали участь у навчанні десантних боїв між Корпусом морської піхоти США та GSDF для багатосторонніх навчань. В Японії також проводяться спільні навчання із запрошенням Корпусу морської піхоти США в табір JGSDF Соумагахара (префектура Гунма) і навчання з направленням членів GSDF до Корпусу морської піхоти США в префектурі Окінава.
У 2016 році 300 солдатів WAIR були відправлені в Кемп-Пендлтон для морської підготовки. Вони також пройшли підготовку до створення ARDB.
27 березня 2018 року завершено підготовчу роботу по створенню АРДБ.
7 квітня 2018 року Японія активувала свій перший підрозділ морської піхоти після Другої світової війни. Морські піхотинці Японських сухопутних сил самооборони (JGSDF) десантної бригади швидкого розгортання зібралися на церемонії активізації бригади в таборі JGSDF Ainoura в Сасебо. Бригада навчена протистояти загарбникам, які окупували Японські острови вздовж краю Східно-Китайського моря, які Токіо вважає вразливими для нападу.
150 солдатів ARDB були вперше задіяні в закордонних навчаннях з американськими та філіппінськими морськими піхотинцями під час операції «Камандаг» у жовтні 2018 року. Це був перший випадок, коли японська бронетехніка була на чужій території з часів Другої світової війни. Підрозділ морської піхоти також направив 300 солдатів для участі в Навчання Талісман Сабля у липні 2019 року тренування з десантування на Квінсленд, Австралія разом з Австралійськими солдатами та Американськими та Британськими морськими піхотинцями. ARDB зазнав першої втрати, коли 38-річний солдат JGSDF Сугуру Маехара у званні сержанта 1-го класу загинув у ДТП під час спільних навчань із військами США та Філіппін 7 жовтня 2018 року. Машина, на якій він їхав зіткнулася з іншим транспортним засобом у Субік-Бей.
10 березня 2021 року курс підготовки до АРДБ пройшли 55 призовників, з них дві жінки. Дві жінки, сержанти першого класу Азуса Унно та Місакі Хірата, брали участь у 16-му навчанні підрозділу.

### Плани
Повідомлялося, що ARDB має намір створити третій полк, який буде розміщено на Кюсю до 2023 фінансового року. Ці «полки» є одиницями розміру батальйону.

## Структура
Штаб бригади
- 1-й амфібійний полк швидкого розгортання[en]
- 2-й амфібійний полк швидкого розгортання
- 3-й амфібійний полк швидкого розгортання (у планах)
- артилерійський дивізіон
- розвідувальний батальйон
- інженерний батальйон
- рота зв'язку
- батальйон бойового десантування
- батальйон логістичної підтримки
- рота зв'язку
- центр десантної підготовки

## Командування

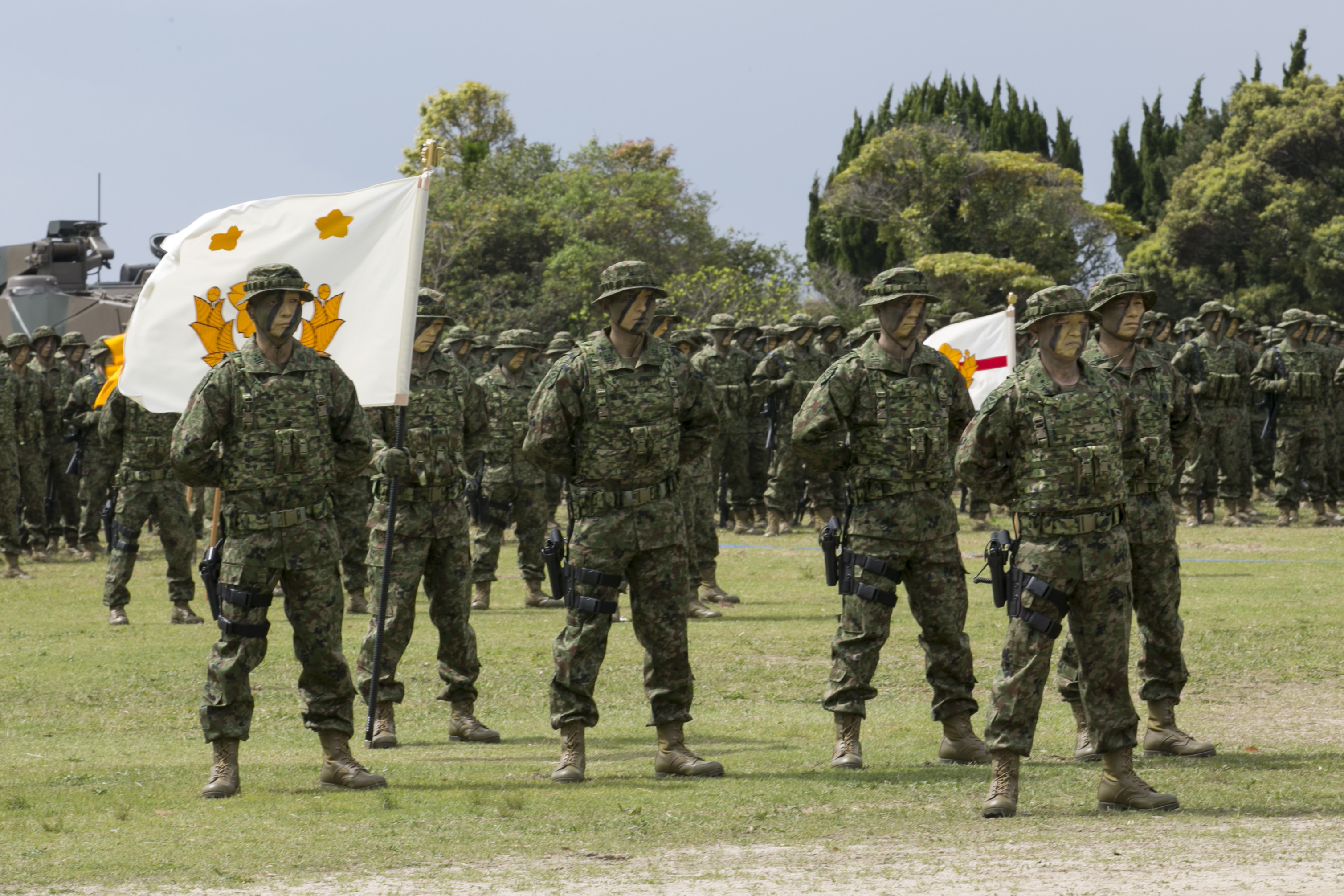
Генерал-майор Шінічі Аокі, командир десантної бригади швидкого розгортання

- генерал-майор Шинічі Аокі (від 2018)[21]

## Оснащення
Сили АБШР оснащені легким піхотним озброєнням, включаючи 
- Штурмова гвинтівка Howa Type 89
- Легкий кулемет Minimi 5.56mm
- Снайперська гвинтівка M24 SWS
- Міномети M120 RT.
- Атакуюча плаваюча машина AAV7A1 RAM/RS
- Bell Boeing V-22 Osprey MV-22B

АБШР також оснащена транспортними засобами японського виробництва, як от легкий позашляховик Mitsubishi Type 73 або Komatsu LAV.